# Tatjana Alexejewna Kolpakowa
Tatjana Alexejewna Kolpakowa (russisch Татьяна Алексеевна Колпакова, engl. Transkription Tatyana Kolpakova, verheiratete Аббясова – Abbjassowa – Abbyasowa; * 18. Oktober 1959 in Alamüdün) ist eine ehemalige kirgisische Weitspringerin, die für die Sowjetunion Olympiasiegerin wurde.
Geboren in einem kleinen Dorf südlich von Frunse, dem heutigen Bischkek, begann sie 1974 mit dem Weitsprung.
Bei den Leichtathletik-Halleneuropameisterschaften 1980 in Sindelfingen wurde sie Fünfte mit 6,47 m und sieben Zentimeter Rückstand auf Bronze. Vor den Olympischen Spielen 1980 in Moskau stand der Weltrekord der Litauerin Vilma Bardauskienė bei 7,09 m. In Moskau führte ab dem dritten Durchgang Tetjana Skatschko mit 7,01 m. Im drittletzten Versuch der Konkurrenz gelang Tatjana Kolpakowa eine persönliche Bestleistung mit 7,06 m. Unmittelbar nach ihr sprang Brigitte Wujak aus der DDR auf 7,04 m. Im bis dahin besten Weitsprungwettbewerb aller Zeiten hatten drei Springerinnen die Sieben-Meter-Marke übertroffen und Kolpakowa war die überraschende Olympiasiegerin.
1981 gewann sie bei der Universiade mit 6,83 m und wurde Dritte beim Europacup mit 6,59 m. Bei den Sowjetischen Meisterschaften kam sie nie unter die besten drei Springerinnen.
Tatjana Kolpakowa ist 1,69 m groß und wog in ihrer aktiven Zeit 60 kg. Nach ihrem Sportstudium an der Universität von Frunse heiratete sie den Weitspringer Schamil Abbjassow. Das Paar hat drei Kinder.

## Persönliche Bestleistungen
- Weitsprung: 7,06 m, 31. Juli 1980, Moskau
  - Halle: 6,59 m, 15. Februar 1983, Moskau